# Гедрик (Оклахома)
Гедрик (англ. Headrick) — місто (англ. town) в США, в окрузі Джексон штату Оклахома. Населення — 74 особи (2020).

## Географія
Гедрик розташований за координатами 34°37′37″ пн. ш. 99°8′15″ зх. д. / 34.62694° пн. ш. 99.13750° зх. д. (34.626837, -99.137370).  За даними Бюро перепису населення США в 2010 році місто мало площу 0,53 км², уся площа — суходіл.

## Демографія
Згідно з переписом 2010 року, у місті мешкали 94 особи в 44 домогосподарствах у складі 26 родин. Густота населення становила 176 осіб/км².  Було 54 помешкання (101/км²).
Расовий склад населення:
| - 94,7 % — білих - 2,1 % — корінних американців - 2,1 % — осіб інших рас |

До двох чи більше рас належало 1,1 %. Частка іспаномовних становила 8,5 % від усіх жителів.
За віковим діапазоном населення розподілялося таким чином: 24,5 % — особи молодші 18 років, 53,2 % — особи у віці 18—64 років, 22,3 % — особи у віці 65 років та старші. Медіана віку мешканця становила 45,3 року. На 100 осіб жіночої статі у місті припадало 108,9 чоловіків;  на 100 жінок у віці від 18 років та старших — 102,9 чоловіків також старших 18 років.
Середній дохід на одне домашнє господарство  становив 43 473 долари США (медіана — 41 429), а середній дохід на одну сім'ю — 48 388 доларів (медіана — 42 143). Медіана доходів становила 38 750 доларів для чоловіків та 27 344 долари для жінок. За межею бідності перебувало 4,8 % осіб, у тому числі 3,8 % дітей у віці до 18 років та 0,0 % осіб у віці 65 років та старших.
Цивільне працевлаштоване населення становило 41 осіб. Основні галузі зайнятості: мистецтво, розваги та відпочинок — 29,3 %, будівництво — 19,5 %, освіта, охорона здоров'я та соціальна допомога — 17,1 %.